# Wim Cornelis (hockey)
Willem F. (Wim) Cornelis (Utrecht, 1 maart 1938 – aldaar, 27 november 2022) was een Nederlands hockeybestuurder en chef de mission van de Nederlandse Olympische Ploeg op de Olympische Winterspelen 1988 in Calgary en de Olympische Zomerspelen 1988 in Seoel.

## Hockey
Cornelis werd in 1969 op 31-jarige leeftijd voorzitter van de omnisportvereniging SV Kampong en werd later benoemd tot erevoorzitter. Hij was t/m 1998 voorzitter van de Koninklijke Nederlandse Hockey Bond.

## NOC en NOC*NSF
Cornelis was van 1981 t/m 1985 bestuurslid van het NOC en in 1988 chef de mission van de Nederlandse Olympische Ploeg tijdens de Winterspelen van Calgary en de Zomerspelen van Seoel. Hij was
bestuurslid van NOC*NSF van november 1998 tot zijn aftreden tijdens de Algemene Vergadering van 16 november 2004 waarop hij wegens zijn grote verdiensten voor de sport benoemd werd tot erelid. Hij kreeg de bijbehorende erespeld uitgereikt door voorzitter Erica Terpstra.